# Vereinigte Turnerschaft Zweibrücken
Die Vereinigte Turnerschaft Zweibrücken e. V. kurz VTZ ist mit über 2100 Mitgliedern einer der größten Sportvereine der Pfalz.

## Geschichte
Im Jahr 1861 gründete sich der allererste Turnverein der Westpfalz TV mit dem Leitmotto "Allseitige körperliche Ausbildung und Förderung männlicher Tugenden". Als Konkurrenz gründete sich 1903 der Männerturnverein – MTV.
Nach dem Zweiten Weltkrieg fusionierten dann beide Vereine 1950 unter dem neuen Namen Vereinigte Turnerschaft.
1953 wurde die städtische Festhalle die im Krieg zerstört wurde nach dem Wiederaufbau neu eingeweiht und wurde bis zum Jahr 2006 durch den Verein geführt und unterhalten.

## Aktivitäten
Der Verein bietet Sport in einer Vielzahl von Abteilungen an:
- Basketball
- Eltern-Kind-Sport
- Faustball
- Fechten
- Fitness, Gesundheitssport
- Handball
- Inklusives Eltern-Kind-Turnen
- Karate
- Kindersport allgemein (KISA)
- Langlauf
- Leichtathletik
- Radgruppe
- Rehaangebote
- Tanzsport
- Tischtennis
- Turnen
- Volleyball

## Besonderheiten
- Alljährlich richtet der Verein an Pfingsten seinen Turnerjahrmarkt durch.
- Der Verein unterhält seit 1994 ein eigenes Trimm-Dich-Studio samt kleiner Bewirtung und Sauna names Trimini.
- Die Handballabteilung wird aus ligatechnischen Gründen als eigener Verein geführt, siehe unter VTZ Saarpfalz